# Gandaria
De gandaria (Bouea macrophylla) is een tot 27 m hoge, groenblijvende boom uit de pruikenboomfamilie (Anacardiaceae). De afwisselend geplaatste, bij de scheuttoppen bijna tegenoverstaande bladeren zijn leerachtig, glanzend donkergroen aan de bovenzijde van het blad en lancetvormig. Ze zijn tot 10 cm breed en tot 31 cm lang. De kleine, groeniggele bloemen groeien in tot 12 cm lange pluimen in de bladoksels.
De ovale of mangovormige vrucht is rijp 3-10 cm lang. Onrijpe vruchten zijn bleekgroen tot donkergroen. De vrucht heeft rijp een gele of oranje schil. Het rijp fel lichtoranje tot rode vruchtvlees is sappig en smaakt aromatisch zoet of zuur, afhankelijk van het ras. De vrucht bevat een enkele, tot 4,5 × 2 cm grote pit.
Rijpe vruchten kunnen als handfruit worden gegeten. Ook kunnen ze tot chutney, compote of marmelade worden verwerkt. Onrijpe vruchten kunnen zoetzuur worden ingelegd, in curry's of tot sambal worden verwerkt. De bladeren worden wel als groente gegeten.
De gandaria komt van nature voor in het westen van Maleisië, het westen van Java en op Sumatra. Naast deze gebieden wordt de vrucht nog in andere gebieden van Zuidoost-Azië gekweekt, onder meer in Thailand.